# Championnats d'Europe de cyclisme sur piste 2020
Navigation
Apeldoorn 2019 Granges 2021

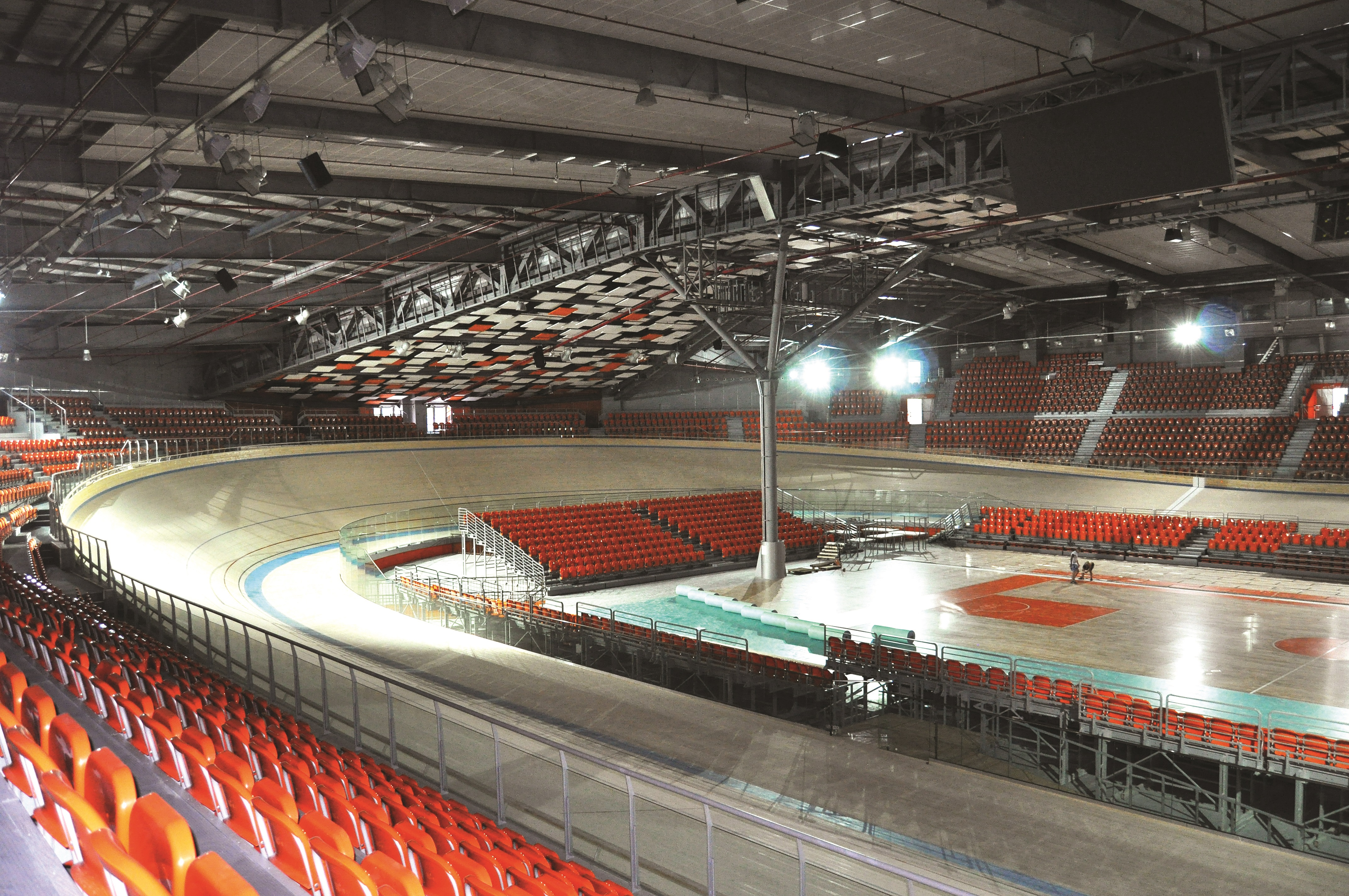
Intérieur du Kolodruma à Plovdiv.

Les Championnats d'Europe de cyclisme sur piste 2020 ont lieu du 11 au 15 novembre 2020, au sein du Kolodruma de Plovdiv en Bulgarie,. Ils sont organisés par l'Union européenne de cyclisme.
C'est la première fois que la Bulgarie accueille les championnats d'Europe. Au total, 22 disciplines sont au programme, onze pour les hommes et les femmes.

## Participation
Le 17 septembre, les Pays-Bas annoncent qu'ils ne se rendront pas en Bulgarie en novembre pour les championnats d'Europe, en raison de la pandémie de Covid-19. Le 3 novembre, la FFC et l'équipe de France décident à leur tour de ne pas participer à ces Championnats d'Europe et par conséquent, de déclarer forfait. C'est également le cas de l'Allemagne qui a annoncé qu'elle n'enverrait pas d'équipe nationale aux championnats d'Europe. Seul Maximilian Levy participe avec ses propres moyens. Des pays comme la Belgique, le Danemark et l'Irlande sont également absents. Finalement, 210 coureurs de 20 pays participent aux compétitions.

## Programme
| Date                 | Finales masculines                                | Finales féminines                                    |
| -------------------- | ------------------------------------------------- | ---------------------------------------------------- |
| Mercredi 11 novembre | Vitesse par équipes, course à l'élimination       | Vitesse par équipes, scratch                         |
| Jeudi 12 novembre    | Poursuite par équipes, scratch                    | Poursuite par équipes, course à l'élimination        |
| Vendredi 13 novembre | Vitesse individuelle, omnium                      | Vitesse individuelle, poursuite individuelle, omnium |
| Samedi 14 novembre   | Keirin, poursuite individuelle, course aux points | Keirin, course aux points                            |
| Dimanche 15 novembre | Kilomètre, course à l'américaine                  | 500 mètres, course à l'américaine                    |

## Résultats
- (q) signifie que le coureur n'a pas participé à la finale pour la médaille, mais à un tour qualificatif.

### Épreuves masculines
| Épreuves               | Or                                                                             | Or             | Argent                                                                | Argent         | Bronze                                                            | Bronze         |
| ---------------------- | ------------------------------------------------------------------------------ | -------------- | --------------------------------------------------------------------- | -------------- | ----------------------------------------------------------------- | -------------- |
| Kilomètre              | Tomáš Bábek                                                                    | 1 min 0 s 517  | Ethan Vernon                                                          | 1 min 0 s 999  | Jonathan Milan                                                    | 1 min 1 s 009  |
| Keirin                 | Maximilian Levy                                                                |                | Denis Dmitriev                                                        |                | Sotírios Brétas                                                   |                |
| Vitesse individuelle   | Maximilian Levy                                                                |                | Denis Dmitriev                                                        |                | Vasilijus Lendel                                                  |                |
| Vitesse par équipes    | Russie Denis Dmitriev Pavel Yakushevskiy Ivan Gladyshev Alexander Sharapov (q) | 43 s 007       | Tchéquie Martin Čechman Dominik Topinka Tomáš Bábek Jakub Šťastný (q) | 43 s 925       | Grèce Konstantínos Livanós Ioánnis Kalogerópoulos Sotírios Brétas | 44 s 098       |
| Poursuite individuelle | Ivo Oliveira                                                                   | 4 min 8 s 116  | Jonathan Milan                                                        | 4 min 8 s 772  | Lev Gonov                                                         | 4 min 7 s 720  |
| Poursuite par équipes  | Russie Aleksandr Dubchenko Lev Gonov Nikita Bersenev Alexander Evtushenko      | 3 min 54 s 677 | Italie Francesco Lamon Stefano Moro Jonathan Milan Gidas Umbri        | 3 min 54 s 787 | Suisse Claudio Imhof Simon Vitzthum Lukas Rüegg Dominik Bieler    | 3 min 55 s 051 |
| Course aux points      | Sebastián Mora                                                                 | 51 pts         | Matteo Donegà                                                         | 42 pts         | Daniel Crista                                                     | 40 pts         |
| Américaine             | Espagne Sebastián Mora Albert Torres                                           | 51 pts         | Portugal Ivo Oliveira Rui Oliveira                                    | 43 pts         | Italie Francesco Lamon Stefano Moro                               | 33 pts         |
| Scratch                | Iúri Leitão                                                                    |                | Roman Gladysh                                                         |                | Oliver Wood                                                       |                |
| Omnium                 | Matthew Walls                                                                  | 128 pts        | Yauheni Karaliok                                                      | 116 pts        | Iúri Leitão                                                       | 115 pts        |
| Course à l'élimination | Matthew Walls                                                                  |                | Iúri Leitão                                                           |                | Sergey Rostovtsev                                                 |                |

### Épreuves féminines
| Épreuves               | Or                                                                                    | Or             | Argent                                                                           | Argent         | Bronze                                                                    | Bronze         |
| ---------------------- | ------------------------------------------------------------------------------------- | -------------- | -------------------------------------------------------------------------------- | -------------- | ------------------------------------------------------------------------- | -------------- |
| 500 mètres             | Daria Shmeleva                                                                        | 32 s 720       | Anastasiia Voinova                                                               | 33 s 719       | Miriam Vece                                                               | 33 s 769       |
| Keirin                 | Olena Starikova                                                                       |                | Sára Kaňkovská                                                                   |                | Helena Casas                                                              |                |
| Vitesse individuelle   | Anastasiia Voinova                                                                    |                | Daria Shmeleva                                                                   |                | Olena Starikova                                                           |                |
| Vitesse par équipes    | Russie Anastasiia Voinova Daria Shmeleva Natalia Antonova Ekaterina Rogovaya (q)      | 46 s 852       | Grande-Bretagne Millicent Tanner Blaine Ridge-Davis Lusia Steele Lauren Bate (q) | 48 s 531       | Ukraine Lyubov Basova Olena Starikova Oleksandra Lohviniuk                | 49 s 296       |
| Poursuite individuelle | Neah Evans                                                                            | 3 min 29 s 456 | Martina Alzini                                                                   | 3 min 32 s 386 | Silvia Valsecchi                                                          | 3 min 28 s 878 |
| Poursuite par équipes  | Grande-Bretagne Katie Archibald Josie Knight Neah Evans Laura Kenny Elinor Barker (q) | 4 min 10 s 437 | Italie Martina Alzini Elisa Balsamo Vittoria Guazzini Rachele Barbieri           | 4 min 13 s 632 | Ukraine Anna Nahirna Tetyana Klimchenko Viktoriya Bondar Yuliia Biriukova | 4 min 33 s 833 |
| Course aux points      | Katie Archibald                                                                       | 57 pts         | Silvia Zanardi                                                                   | 39 pts         | Karolina Karasiewicz                                                      | 35 pts         |
| Américaine             | Italie Elisa Balsamo Vittoria Guazzini                                                | 52 pts         | Russie Diana Klimova Maria Novolodskaya                                          | 51 pts         | Grande-Bretagne Laura Kenny Elinor Barker                                 | 38 pts         |
| Scratch                | Martina Fidanza                                                                       |                | Hanna Tserakh                                                                    |                | Tetyana Klimchenko                                                        |                |
| Omnium                 | Elisa Balsamo                                                                         | 135 pts        | Laura Kenny                                                                      | 126 pts        | Maria Novolodskaya                                                        | 114 pts        |
| Course à l'élimination | Elinor Barker                                                                         |                | Rachele Barbieri                                                                 |                | Maria Martins                                                             |                |

## Résultats détaillés

### Hommes

#### Kilomètre
- Finale[9]

| Pos                | Nom                 | Pays            | Temps    | Écart  | Notes |
| ------------------ | ------------------- | --------------- | -------- | ------ | ----- |
| Médaille d'or      | Tomáš Bábek         | Tchéquie        | 1:00.517 |        |       |
| Médaille d'argent  | Ethan Vernon        | Grande-Bretagne | 1:00.999 | +0.482 |       |
| Médaille de bronze | Jonathan Milan      | Italie          | 1:01.009 | +0.492 |       |
| 4                  | Aleksandr Dubchenko | Russie          | 1:01.084 | +0.567 |       |
| 5                  | Alexander Sharapov  | Russie          | 1:01.359 | +0.842 |       |
| 6                  | Jakub Šťastný       | Tchéquie        | 1:01.614 | +1.097 |       |
| 7                  | Juan Peralta        | Espagne         | 1:01.616 | +1.099 |       |
| 8                  | Sotirios Bretas     | Grèce           | 1:01.964 | +1.447 |       |

#### Keirin
- Finale[13]

| Pos                | Nom                | Pays      | Notes |
| ------------------ | ------------------ | --------- | ----- |
| Médaille d'or      | Maximilian Levy    | Allemagne |       |
| Médaille d'argent  | Denis Dmitriev     | Russie    |       |
| Médaille de bronze | Sotirios Bretas    | Grèce     |       |
| 4                  | Juan Peralta       | Espagne   |       |
| 5                  | Alejandro Martínez | Espagne   |       |
| 6                  | Alexander Sharapov | Russie    |       |

- Petite finale

| Pos | Nom                | Pays        | Notes |
| --- | ------------------ | ----------- | ----- |
| 7   | Tomáš Bábek        | Tchéquie    |       |
| 8   | Artsiom Zaitsau    | Biélorussie |       |
| 9   | Svajūnas Jonauskas | Lituanie    |       |
| 10  | Martin Čechman     | Tchéquie    |       |
| 11  | Dmytro Stovbetskyi | Ukraine     |       |
| 12  | Miroslav Minchev   | Bulgarie    |       |

#### Vitesse
- Finales

| Pos                              | Nom              | Pays      | 1re manche | 2e manche | 3e manche |
| -------------------------------- | ---------------- | --------- | ---------- | --------- | --------- |
| Match pour la médaille d'or      |                  |           |            |           |           |
| Médaille d'or                    | Maximilian Levy  | Allemagne | 10.055     | 9.969     |           |
| Médaille d'argent                | Denis Dmitriev   | Russie    |            |           |           |
| Match pour la médaille de bronze |                  |           |            |           |           |
| Médaille de bronze               | Vasilijus Lendel | Lituanie  | 10.083     |           | 10.048    |
| 4                                | Sotirios Bretas  | Grèce     |            | 10.142    |           |

#### Vitesse par équipes
- Finales[21]

| Pos                              | Nom                                                         | Pays     | Temps  | Écart  | Notes |
| -------------------------------- | ----------------------------------------------------------- | -------- | ------ | ------ | ----- |
| Match pour la médaille d'or      |                                                             |          |        |        |       |
| Médaille d'or                    | Denis Dmitriev Pavel Yakushevskiy Ivan Gladyshev            | Russie   | 43.007 |        |       |
| Médaille d'argent                | Tomáš Bábek Dominik Topinka Martin Čechman                  | Tchéquie | 43.925 | +0.917 |       |
| Match pour la médaille de bronze |                                                             |          |        |        |       |
| Médaille de bronze               | Sotirios Bretas Ioannis Kalogeropoulos Konstantinos Livanos | Grèce    | 44.098 |        |       |
| 4                                | Juan Peralta Alejandro Martínez Ekain Jiménez               | Espagne  | 44.561 | +0.463 |       |

#### Poursuite individuelle
- Finales[23]

| Course pour la médaille d'or      |                      |          |          |        |  |
| Médaille d'or                     | Ivo Oliveira         | Portugal | 4:08.116 |        |  |
| Médaille d'argent                 | Jonathan Milan       | Italie   | 4:08.772 | +0.656 |  |
| Course pour la médaille de bronze |                      |          |          |        |  |
| Médaille de bronze                | Lev Gonov            | Russie   | 4:07.720 |        |  |
| 4                                 | Alexander Evtushenko | Russie   | 4:09.800 | +2.080 |  |

#### Poursuite par équipes
- Finales[26]

| Pos                              | Nom                                                                | Pays        | Temps    | Écart  | Notes |
| -------------------------------- | ------------------------------------------------------------------ | ----------- | -------- | ------ | ----- |
| Match pour la médaille d'or      |                                                                    |             |          |        |       |
| Médaille d'or                    | Aleksandr Dubchenko Lev Gonov Nikita Bersenev Alexander Evtushenko | Russie      | 3:54.677 |        |       |
| Médaille d'argent                | Francesco Lamon Stefano Moro Jonathan Milan Gidas Umbri            | Italie      | 3:54.787 | +0.110 |       |
| Match pour la médaille de bronze |                                                                    |             |          |        |       |
| Médaille de bronze               | Claudio Imhof Simon Vitzthum Lukas Rüegg Dominik Bieler            | Suisse      | 3:55.051 |        |       |
| 4                                | Mikhail Shemetau Raman Tsishkou Yauheni Karaliok Dzianis Mazur     | Biélorussie | 4:00.372 | +5.321 |       |

#### Course aux points
| Pos                | Nom                   | Pays            | Points au tour | Points au sprint | Ordre à l'arrivée | Total   |
| ------------------ | --------------------- | --------------- | -------------- | ---------------- | ----------------- | ------- |
| Médaille d'or      | Sebastián Mora        | Espagne         | 20             | 31               | 6                 | 51      |
| Médaille d'argent  | Matteo Donegà         | Italie          | 20             | 22               | 11                | 42      |
| Médaille de bronze | Daniel Crista         | Roumanie        | 20             | 20               | 1                 | 40      |
| 4                  | Raman Ramanau         | Biélorussie     | 20             | 17               | 4                 | 37      |
| 5                  | Ethan Vernon          | Grande-Bretagne | 0              | 18               | 3                 | 18      |
| 6                  | Wojciech Pszczolarski | Pologne         | 0              | 18               | 9                 | 18      |
| 7                  | Andreas Graf          | Autriche        | 0              | 17               | 10                | 17      |
| 8                  | Nikita Bersenev       | Russie          | 0              | 15               | 7                 | 15      |
| 9                  | Simon Vitzthum        | Suisse          | 0              | 12               | 5                 | 12      |
| 10                 | Krisztián Lovassy     | Hongrie         | 0              | 9                | 2                 | 9       |
| 11                 | Nicolas Pietrula      | Tchéquie        | –20            | 0                | 12                | –20     |
| 12                 | Mantas Bitinas        | Lituanie        | –60            | 2                | 8                 | –58     |
|                    | Rui Oliveira          | Portugal        | 0              | 1                | –                 | Abandon |
| Tilen Finkšt       | Slovénie              | –20             | 0              |                  | –                 | Abandon |
| Volodymyr Dzhus    | Ukraine               | –40             | 5              |                  | –                 | Abandon |
| Lukáš Kubiš        | Slovaquie             | –40             | 0              |                  | –                 | Abandon |
| Zafeiris Volikakis | Grèce                 | –40             | 0              |                  | –                 | Abandon |
| Martin Popov       | Bulgarie              | –60             | 0              |                  | –                 | Abandon |
| Vitālijs Korņilovs | Lettonie              | –80             | 0              |                  | –                 | Abandon |

#### Américaine
| Pos                       | Nom                                       | Pays            | Points au tour | Points au sprint | Ordre à l'arrivée | Total         |
| ------------------------- | ----------------------------------------- | --------------- | -------------- | ---------------- | ----------------- | ------------- |
| Médaille d'or             | Sebastián Mora Albert Torres              | Espagne         | 0              | 51               | 3                 | 51            |
| Médaille d'argent         | Ivo Oliveira Rui Oliveira                 | Portugal        | 20             | 23               | 6                 | 43            |
| Médaille de bronze        | Francesco Lamon Stefano Moro              | Italie          | 0              | 33               | 8                 | 33            |
| 4                         | Lev Gonov Nikita Bersenev                 | Russie          | 0              | 30               | 2                 | 30            |
| 5                         | Raman Tsishkou Yauheni Karaliok           | Biélorussie     | 0              | 12               | 4                 | 12            |
| 6                         | Tristan Marguet Lukas Rüegg               | Suisse          | 0              | 12               | 5                 | 12            |
| 7                         | Andreas Graf Stefan Matzner               | Autriche        | 0              | 7                | 7                 | 7             |
| 8                         | Denis Rugovac Daniel Babor                | Tchéquie        | –20            | 25               | 1                 | 5             |
| 9                         | Wojciech Pszczolarski Daniel Staniszewski | Pologne         | –20            | 2                | 9                 | –18           |
| 10                        | Vitaliy Hryniv Roman Gladysh              | Ukraine         | –40            | 3                | 10                | –37           |
| 11                        | Matthew Walls Oliver Wood                 | Grande-Bretagne | –40            | 34               | –                 | Abandon       |
| 12                        | Žiga Jerman Tilen Finkšt                  | Slovénie        | –60            | 0                | –                 | Abandon       |
|                           | Christos Volikakis Zafeiris Volikakis     | Grèce           | Pas au départ  | Pas au départ    | Pas au départ     | Pas au départ |
| Itamar Einhorn Rotem Tene | Israël                                    |                 | Pas au départ  | Pas au départ    | Pas au départ     | Pas au départ |

#### Scratch
| Pos                | Nom                  | Pays            | Tours |
| ------------------ | -------------------- | --------------- | ----- |
| Médaille d'or      | Iúri Leitão          | Portugal        |       |
| Médaille d'argent  | Roman Gladysh        | Ukraine         | –1    |
| Médaille de bronze | Oliver Wood          | Grande-Bretagne | –1    |
| 4                  | Eduard-Michael Grosu | Roumanie        | –1    |
| 5                  | Christos Volikakis   | Grèce           | –1    |
| 6                  | Sergey Rostovtsev    | Russie          | –1    |
| 7                  | Daniel Staniszewski  | Pologne         | –1    |
| 8                  | Tristan Marguet      | Suisse          | –1    |
| 9                  | Yauheni Karaliok     | Biélorussie     | –1    |
| 10                 | Sebastián Mora       | Espagne         | –1    |
| 11                 | Matteo Donegà        | Italie          | –1    |
| 12                 | Krisztián Lovassy    | Hongrie         | –1    |
| 13                 | Andreas Müller       | Autriche        | –1    |
| 14                 | Daniel Babor         | Tchéquie        | –1    |
| 15                 | Itamar Einhorn       | Israël          | –1    |
| 16                 | Justas Beniušis      | Lituanie        | –2    |
| 17                 | Nikolay Genov        | Bulgarie        | –2    |
| Abd                | Štefan Michalička    | Slovaquie       | –2    |
| Abd                | Žiga Jerman          | Slovénie        | –2    |
| Abd                | Vitālijs Korņilovs   | Lettonie        | –2    |

#### Omnium
- Course aux points et classement final[33]

| Rang               | Nom                 | Pays            | Scratch       | Tempo         | Elim.         | Sous-total    | Points au tour | Points au sprint | Ordre à l'arrivée | Points total |
| ------------------ | ------------------- | --------------- | ------------- | ------------- | ------------- | ------------- | -------------- | ---------------- | ----------------- | ------------ |
| Médaille d'or      | Matthew Walls       | Grande-Bretagne | 36            | 40            | 38            | 114           | 0              | 14               | 7                 | 128          |
| Médaille d'argent  | Yauheni Karaliok    | Biélorussie     | 38            | 36            | 36            | 110           | 0              | 6                | 13                | 116          |
| Médaille de bronze | Iúri Leitão         | Portugal        | 30            | 38            | 12            | 80            | 20             | 15               | 2                 | 115          |
| 4                  | Daniel Staniszewski | Pologne         | 32            | 26            | 34            | 92            | 0              | 12               | 4                 | 104          |
| 5                  | Sergey Rostovtsev   | Russie          | 24            | 34            | 40            | 98            | 0              | 6                | 9                 | 104          |
| 6                  | Albert Torres       | Espagne         | 34            | 32            | 32            | 98            | 0              | 4                | 16                | 102          |
| 7                  | Denis Rugovac       | Tchéquie        | 40            | 24            | 30            | 94            | 0              | 5                | 5                 | 99           |
| 8                  | Stefano Moro        | Italie          | 26            | 28            | 28            | 82            | 0              | 15               | 3                 | 97           |
| 9                  | Daniel Crista       | Roumanie        | 28            | 30            | 6             | 64            | 20             | 5                | 10                | 89           |
| 10                 | Krisztián Lovassy   | Hongrie         | 8             | 22            | 14            | 44            | 0              | 25               | 1                 | 69           |
| 11                 | Itamar Einhorn      | Israël          | 22            | 12            | 24            | 58            | 0              | 3                | 8                 | 61           |
| 12                 | Andreas Müller      | Autriche        | 20            | 20            | 18            | 58            | 0              | 3                | 15                | 61           |
| 13                 | Claudio Imhof       | Suisse          | 12            | 18            | 26            | 56            | 0              | 2                | 14                | 58           |
| 14                 | Maksym Vasilyev     | Ukraine         | 18            | 16            | 20            | 54            | 0              | 2                | 6                 | 56           |
| 15                 | Justas Beniušis     | Lituanie        | 16            | 14            | 22            | 52            | 0              | 4                | 11                | 56           |
| 16                 | Lukáš Kubiš         | Slovaquie       | 4             | 10            | 10            | 24            | –40            | 0                | 12                | –16          |
| 17                 | Nikolay Genov       | Bulgarie        | 10            | 6             | 16            | 32            | –80            | 0                | Abandon           | –48          |
|                    | Žiga Jerman         | Slovénie        | 6             | 8             | 8             | 22            | –20            | 0                | Abandon           | Abandon      |
| Christos Volikakis | Grèce               | 14              | Pas au départ | Pas au départ | Pas au départ | Pas au départ | Pas au départ  | Pas au départ    | Pas au départ     |              |

#### Course à élimination
| Pos                | Nom                  | Pays            |
| ------------------ | -------------------- | --------------- |
| Médaille d'or      | Matthew Walls        | Grande-Bretagne |
| Médaille d'argent  | Iúri Leitão          | Portugal        |
| Médaille de bronze | Sergey Rostovtsev    | Russie          |
| 4                  | Raman Tsishkou       | Biélorussie     |
| 5                  | Daniel Babor         | Tchéquie        |
| 6                  | Zafeiris Volikakis   | Grèce           |
| 7                  | Tristan Marguet      | Suisse          |
| 8                  | Andreas Müller       | Autriche        |
| 9                  | Eduard-Michael Grosu | Roumanie        |
| 10                 | Vladiislav Shcherban | Ukraine         |
| 11                 | Tilen Finkšt         | Slovénie        |
| 12                 | Rotem Tene           | Israël          |
| 13                 | Francesco Lamon      | Italie          |
| 14                 | Óscar Pelegrí        | Espagne         |
| 15                 | Mantas Bitinas       | Lituanie        |
| 16                 | Yasen Aleksandrov    | Bulgarie        |
| 17                 | Štefan Michalička    | Slovaquie       |

### Femmes

#### 500 mètres
- Finale[35]

| Pos                | Nom                  | Pays     | Temps  | Écart  | Notes |
| ------------------ | -------------------- | -------- | ------ | ------ | ----- |
| Médaille d'or      | Daria Shmeleva       | Russie   | 32.720 |        |       |
| Médaille d'argent  | Anastasiia Voinova   | Russie   | 33.719 | +0.999 |       |
| Médaille de bronze | Miriam Vece          | Italie   | 33.769 | +1.049 |       |
| 4                  | Olena Starikova      | Ukraine  | 34.019 | +1.299 |       |
| 5                  | Helena Casas         | Espagne  | 34.826 | +2.106 |       |
| 6                  | Sára Kaňkovská       | Tchéquie | 34.967 | +2.247 |       |
| 7                  | Veronika Jaborníková | Tchéquie | 35.772 | +3.052 |       |
| 8                  | Oleksandra Lohviniuk | Ukraine  | 36.160 | +3.440 |       |

#### Keirin
- Finale[37]

| Pos                | Nom                | Pays            | Notes |
| ------------------ | ------------------ | --------------- | ----- |
| Médaille d'or      | Olena Starikova    | Ukraine         |       |
| Médaille d'argent  | Sára Kaňkovská     | Tchéquie        |       |
| Médaille de bronze | Helena Casas       | Espagne         |       |
| 4                  | Sophie Capewell    | Grande-Bretagne |       |
| 5                  | Simona Krupeckaitė | Lituanie        |       |
| 6                  | Elena Bissolati    | Italie          |       |

- Petite finale

| Pos | Nom                  | Pays            | Notes |
| --- | -------------------- | --------------- | ----- |
| 7   | Anastasiia Voinova   | Russie          |       |
| 8   | Veronika Jaborníková | Tchéquie        |       |
| 9   | Miglė Marozaitė      | Lituanie        |       |
| 10  | Lyubov Basova        | Ukraine         |       |
| 11  | Daria Shmeleva       | Russie          |       |
| Dsq | Katy Marchant        | Grande-Bretagne |       |

#### Vitesse
- Finales[42]

| Pos                              | Nom                | Pays     | 1re manche | 2e manche | 3e manche |
| -------------------------------- | ------------------ | -------- | ---------- | --------- | --------- |
| Match pour la médaille d'or      |                    |          |            |           |           |
| Médaille d'or                    | Anastasiia Voinova | Russie   |            | 10.986    | 11.157    |
| Médaille d'argent                | Daria Shmeleva     | Russie   | 11.388     |           |           |
| Match pour la médaille de bronze |                    |          |            |           |           |
| Médaille de bronze               | Olena Starikova    | Ukraine  | 11.291     | 11.462    |           |
| 4                                | Miglė Marozaitė    | Lituanie |            |           |           |

#### Vitesse par équipes
- Finales[45]

| Pos                              | Nom                                                 | Pays            | Temps  | Écart  | Notes |
| -------------------------------- | --------------------------------------------------- | --------------- | ------ | ------ | ----- |
| Match pour la médaille d'or      |                                                     |                 |        |        |       |
| Médaille d'or                    | Anastasiia Voinova Daria Shmeleva Natalia Antonova  | Russie          | 46.852 |        |       |
| Médaille d'argent                | Milly Tanner Blaine Ridge-Davis Lusia Steele        | Grande-Bretagne | 48.531 | +1.679 |       |
| Match pour la médaille de bronze |                                                     |                 |        |        |       |
| Médaille de bronze               | Lyubov Basova Olena Starikova Oleksandra Lohviniuk  | Ukraine         | 49.296 |        |       |
| 4                                | Sára Kaňkovská Petra Ševčíková Veronika Jaborníková | Tchéquie        | 51.789 | +2.493 |       |

#### Poursuite individuelle
- Finales[47]

| Course pour la médaille d'or      |                  |                 |          |        |  |
| Médaille d'or                     | Neah Evans       | Grande-Bretagne | 3:29.456 |        |  |
| Médaille d'argent                 | Martina Alzini   | Italie          | 3:32.386 | +2.930 |  |
| Course pour la médaille de bronze |                  |                 |          |        |  |
| Médaille de bronze                | Silvia Valsecchi | Italie          | 3:28.878 |        |  |
| 4                                 | Josie Knight     | Grande-Bretagne | 3:31.519 | +2.642 |  |

#### Poursuite par équipes
- Finales[50]

| Pos                              | Nom                                                               | Pays            | Temps    | Écart  | Notes |
| -------------------------------- | ----------------------------------------------------------------- | --------------- | -------- | ------ | ----- |
| Match pour la médaille d'or      |                                                                   |                 |          |        |       |
| Médaille d'or                    | Josie Knight Laura Kenny Katie Archibald Neah Evans               | Grande-Bretagne | 4:10.437 |        |       |
| Médaille d'argent                | Martina Alzini Elisa Balsamo Chiara Consonni Vittoria Guazzini    | Italie          | 4:13.632 | +3.194 |       |
| Match pour la médaille de bronze |                                                                   |                 |          |        |       |
| Médaille de bronze               | Anna Nahirna Tetyana Klimchenko Viktoriya Bondar Yuliia Biriukova | Ukraine         | 4:33.833 |        |       |
| 4                                | Sandra Alonso Ziortza Isasi Eukene Larrarte Tania Calvo           | Espagne         | 4:37.341 | +3.508 |       |

#### Course aux points
| Pos                | Nom                    | Pays            | Points au tour | Points au sprint | Ordre à l'arrivée | Total   |
| ------------------ | ---------------------- | --------------- | -------------- | ---------------- | ----------------- | ------- |
| Médaille d'or      | Katie Archibald        | Grande-Bretagne | 20             | 37               | 1                 | 57      |
| Médaille d'argent  | Silvia Zanardi         | Italie          | 20             | 19               | 4                 | 39      |
| Médaille de bronze | Karolina Karasiewicz   | Pologne         | 20             | 15               | 2                 | 35      |
| 4                  | Maria Martins          | Portugal        | 20             | 5                | 6                 | 25      |
| 5                  | Tamara Dronova         | Russie          | 0              | 19               | 3                 | 19      |
| 6                  | Ina Savenka            | Biélorussie     | 0              | 7                | 10                | 7       |
| 7                  | Léna Mettraux          | Suisse          | 0              | 5                | 5                 | 5       |
| 8                  | Jarmila Machačová      | Tchéquie        | 0              | 5                | 7                 | 5       |
| 9                  | Yuliia Biriukova       | Ukraine         | 0              | 1                | 8                 | 1       |
| 10                 | Ziortza Isasi          | Espagne         | –20            | 5                | 12                | –15     |
| 11                 | Tereza Medvedová       | Slovaquie       | –20            | 0                | 9                 | –20     |
| 12                 | Argiro Milaki          | Grèce           | –40            | 3                | 11                | –37     |
|                    | Johanna Kitti Borissza | Hongrie         | 0              | 0                | –                 | Abandon |

#### Américaine
| Pos                | Nom                               | Pays            | Points au tour | Points au sprint | Ordre à l'arrivée | Total |
| ------------------ | --------------------------------- | --------------- | -------------- | ---------------- | ----------------- | ----- |
| Médaille d'or      | Elisa Balsamo Vittoria Guazzini   | Italie          | 0              | 52               | 1                 | 52    |
| Médaille d'argent  | Diana Klimova Maria Novolodskaya  | Russie          | 20             | 31               | 2                 | 51    |
| Médaille de bronze | Laura Kenny Elinor Barker         | Grande-Bretagne | 0              | 38               | 3                 | 38    |
| 4                  | Nikol Płosaj Patrycja Lorkowska   | Pologne         | 0              | 13               | 4                 | 13    |
| 5                  | Anna Nahirna Viktoriya Bondar     | Ukraine         | 0              | 5                | 5                 | 5     |
| 6                  | Aline Seitz Michelle Andres       | Suisse          | 0              | 4                | 6                 | 4     |
| 7                  | Tania Calvo Eukene Larrarte       | Espagne         | 0              | 0                | 7                 | 0     |
| 8                  | Jarmila Machačová Petra Ševčíková | Tchéquie        | 0              | 0                | 8                 | 0     |

#### Scratch
| Pos                | Nom                    | Pays            | Tours |
| ------------------ | ---------------------- | --------------- | ----- |
| Médaille d'or      | Martina Fidanza        | Italie          |       |
| Médaille d'argent  | Hanna Tserakh          | Biélorussie     |       |
| Médaille de bronze | Tetyana Klimchenko     | Ukraine         |       |
| 4                  | Neah Evans             | Grande-Bretagne |       |
| 5                  | Diana Klimova          | Russie          |       |
| 6                  | Aline Seitz            | Suisse          |       |
| 7                  | Tania Calvo            | Espagne         |       |
| 8                  | Olivija Baleišytė      | Lituanie        |       |
| 9                  | Karolina Karasiewicz   | Pologne         |       |
| 10                 | Maria Martins          | Portugal        |       |
| 11                 | Alžbeta Bačíková       | Slovaquie       |       |
| 12                 | Argiro Milaki          | Grèce           |       |
| 13                 | Johanna Kitti Borissza | Hongrie         |       |
| 14                 | Petra Ševčíková        | Tchéquie        |       |

#### Omnium
- Course aux points et classement final[57]

| Rang               | Nom                    | Pays            | Scratch | Tempo | Elim. | Sous-total | Points au tour | Points au sprint | Ordre à l'arrivée | Points total |
| ------------------ | ---------------------- | --------------- | ------- | ----- | ----- | ---------- | -------------- | ---------------- | ----------------- | ------------ |
| Médaille d'or      | Elisa Balsamo          | Italie          | 40      | 30    | 40    | 110        | 0              | 25               | 11                | 135          |
| Médaille d'argent  | Laura Kenny            | Grande-Bretagne | 38      | 32    | 38    | 108        | 0              | 18               | 3                 | 126          |
| Médaille de bronze | Maria Novolodskaya     | Russie          | 28      | 40    | 22    | 90         | 20             | 4                | 6                 | 114          |
| 4                  | Nikol Płosaj           | Pologne         | 26      | 38    | 34    | 98         | 0              | 13               | 2                 | 111          |
| 5                  | Maria Martins          | Portugal        | 34      | 36    | 30    | 100        | 0              | 10               | 5                 | 110          |
| 6                  | Olivija Baleišytė      | Lituanie        | 32      | 28    | 36    | 96         | 0              | 7                | 4                 | 103          |
| 7                  | Ina Savenka            | Biélorussie     | 18      | 34    | 26    | 78         | 20             | 3                | 8                 | 101          |
| 8                  | Aline Seitz            | Suisse          | 36      | 22    | 24    | 82         | 0              | 18               | 1                 | 100          |
| 9                  | Eukene Larrarte        | Espagne         | 24      | 20    | 32    | 76         | 0              | 1                | 9                 | 77           |
| 10                 | Petra Ševčíková        | Tchéquie        | 30      | 24    | 16    | 70         | 0              | 0                | 7                 | 70           |
| 11                 | Anna Nahirna           | Ukraine         | 20      | 26    | 20    | 66         | 0              | 0                | 10                | 66           |
| 12                 | Alžbeta Bačíková       | Slovaquie       | 22      | 16    | 28    | 66         | 0              | 0                | 12                | 66           |
| 13                 | Johanna Kitti Borissza | Hongrie         | 16      | 18    | 18    | 52         | –20            | 0                | 13                | 32           |

#### Course à élimination
| Pos                | Nom                    | Pays            |
| ------------------ | ---------------------- | --------------- |
| Médaille d'or      | Elinor Barker          | Grande-Bretagne |
| Médaille d'argent  | Rachele Barbieri       | Italie          |
| Médaille de bronze | Maria Martins          | Portugal        |
| 4                  | Diana Klimova          | Russie          |
| 5                  | Ina Savenka            | Biélorussie     |
| 6                  | Michelle Andres        | Suisse          |
| 7                  | Laura Rodríguez        | Espagne         |
| 8                  | Nikol Płosaj           | Pologne         |
| 9                  | Alžbeta Bačíková       | Slovaquie       |
| 10                 | Argiro Milaki          | Grèce           |
| 11                 | Tetyana Klimchenko     | Ukraine         |
| 12                 | Olivija Baleišytė      | Lituanie        |
| 13                 | Jarmila Machačová      | Tchéquie        |
| 14                 | Johanna Kitti Borissza | Hongrie         |

## Tableau des médailles
| Rang  | Nation          | Or | Argent | Bronze | Total |
| ----- | --------------- | -- | ------ | ------ | ----- |
| 1     | Grande-Bretagne | 6  | 3      | 2      | 11    |
| 2     | Russie          | 5  | 5      | 3      | 13    |
| 3     | Italie          | 3  | 7      | 4      | 14    |
| 4     | Portugal        | 2  | 2      | 2      | 6     |
| 5     | Espagne         | 2  | 0      | 1      | 3     |
| 6     | Allemagne       | 2  | 0      | 0      | 2     |
| 7     | Tchéquie        | 1  | 2      | 0      | 3     |
| 8     | Ukraine         | 1  | 1      | 4      | 6     |
| 9     | Biélorussie     | 0  | 2      | 0      | 2     |
| 10    | Grèce           | 0  | 0      | 2      | 2     |
| 11    | Suisse          | 0  | 0      | 1      | 1     |
| 11    | Lituanie        | 0  | 0      | 1      | 1     |
| 11    | Pologne         | 0  | 0      | 1      | 1     |
| 11    | Roumanie        | 0  | 0      | 1      | 1     |
| Total | Total           | 22 | 22     | 22     | 66    |

## Diffuseurs
La liste des diffuseurs est la suivante :
- Europe[60] : Eurosport 1, Eurosport Player et Global Cycling Network (GCN).
- Bulgarie : BNT 3 (en)
- Danemark : TV2 Sport
- Pologne : TVP Sport